# Jardim botânico

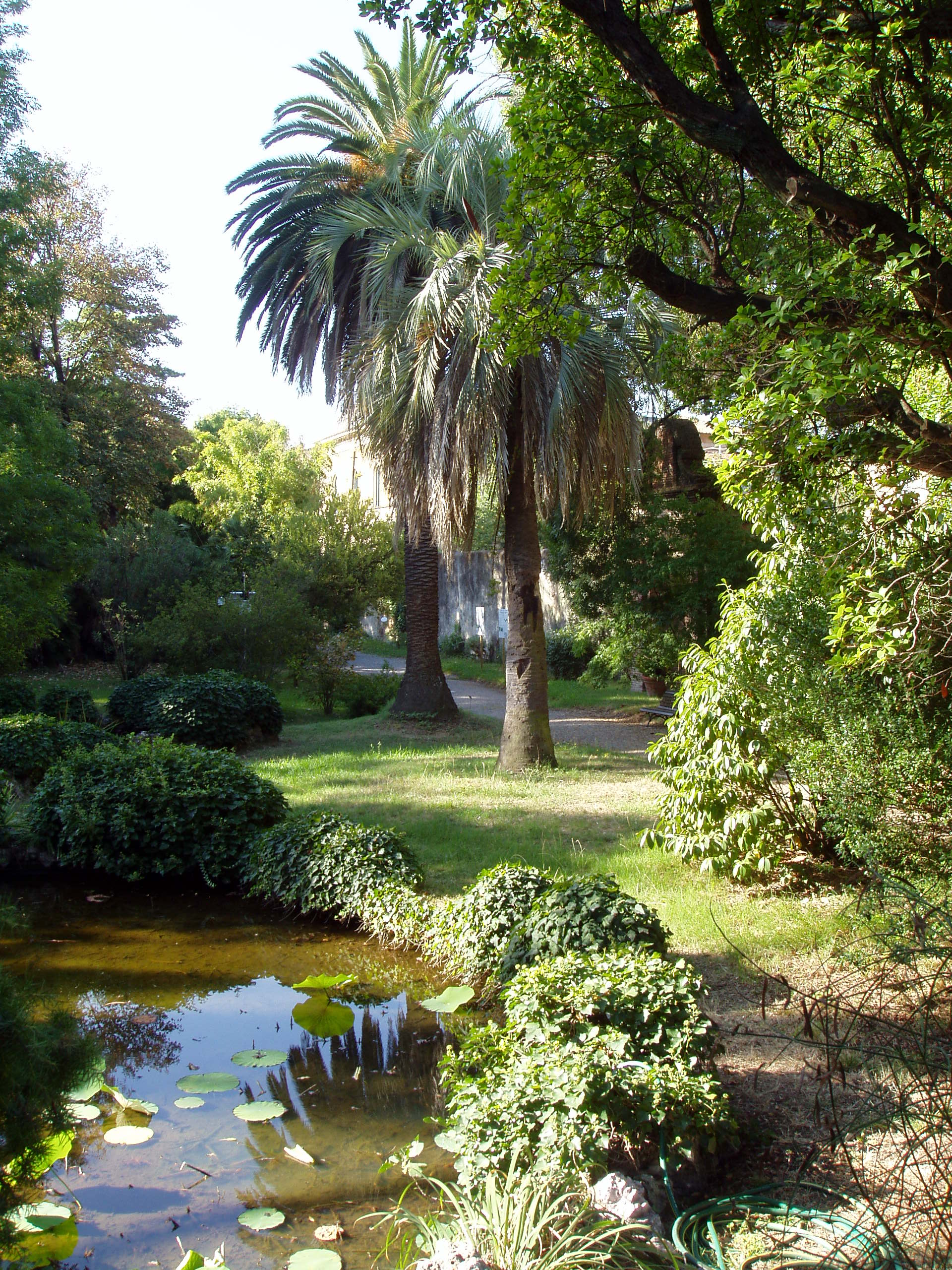
O jardim botânico da Universidade de Pisa

O jardim botânico é um local dedicado as plantas que faz à coleção, cultivo e, exposição de uma ampla diversidade de plantas, identificadas de acordo com o nome botânico. Pode ter coleções especializadas em determinadas plantas, como cactos e suculentas, ervas aromáticas, plantas de determinadas regiões do mundo, ou ter ainda estufas com coleções de plantas tropicais, alpinas ou outro tipo de plantas exóticas. Entre os serviços geralmente disponibilizados para o público estão visitas guiadas, exposições educativas, exposições artísticas, salas de leitura e atuações artísticas e musicais ao ar livre.
Os jardins botânicos são na sua maioria geridos por universidades ou outras organizações de investigação científica, estando associados a programas de investigação em taxonomia ou outros aspetos de ciência botânica, para os quais contam com um herbário. Por princípio, o seu papel é a manutenção de coleções documentadas de plantas vivas com a finalidade de investigação científica, conservação, exposição e educação, embora isto dependa dos recursos disponíveis e do interesse particular de cada jardim botânico.
Os jardins botânicos modernos têm origem nos jardins medicinais medievais europeus, denominados jardins dos simples, o primeiro dos quais fundado durante o Renascimento italiano no século XVI. Com a importação de novas plantas e exploração de territórios fora da Europa, a partir do século XVII, a botânica foi-se gradualmente afirmando como uma ciência independente da medicina. No século XVIII, os botânicos implementaram sistemas de nomenclatura, os quais eram muitas vezes mostrados nos canteiros de jardins com propósitos educativos. A partir do século XVIII, com o desenvolvimento do comércio de espécies botânicas, começaram a ser implementados jardins botânicos nos trópicos.
Enquanto instituições culturais e científicas, ao longo dos anos os jardins botânicos deram resposta às necessidades da botânica e horticultura. Na época contemporânea, para além da vertente científica os jardins botânicos aproveitam a forte ligação com o público em geral para fornecer aos visitantes informação relativa às questões ambientais do século XXI, em particular as que estão ligadas à conservação e sustentabilidade.

## Classificação
Existem vários tipos de jardins botânicosː
- Jardins clássicos, com o objectivo de dar a conhecer diferentes tipos de plantas ou promover acções de educação ambiental e que geralmente são públicos;
- Jardins ornamentais, de grande beleza, podem possuir ou não programas de pesquisa, educação ou conservação. Alguns desses jardins são particulares mas alguns jardins municipais também entram nessa categoria.
- Jardins de conservação, maioritariamente criados com o intuito de conservar localmente algumas espécies de plantas, grande parte desses jardins têm um papel importante na educação pública.
- Jardins universitários, mantidos por universidades para ensino e pesquisa. Muitos estão abertos ao público.
- Jardins naturais ou silvestres, na sua maior parte são criados com objectivos de conservação e desenvolvimento de actividades educacionais para o público.

## História
O jardim botânico mais antigo de que se conhece representação é o Jardim Real de Tutemés III (r. 1479–1425 a.C.), que foi idealizado por Nekht, chefe-jardineiro dos jardins ligados ao Templo de Carnaque. Apesar da beleza destes Jardins, pensa-se que a sua importância se deve a motivos económicos. No entanto, pode-se considerar que os chineses foram os verdadeiros inventores do conceito de jardim botânico, uma vez que se comprova que os colectores de plantas eram enviados para partes longínquas e as plantas que traziam consigo eram cultivadas pelo seu valor económico e medicinal.[carece de fontes?]

Durante o século XIII, Alberto Magno escreveu De Vegetabilis et Plantis e De animalibus. Este autor deu especial relevância à reprodução e sexualidade das plantas e animais. Tal como Roger Bacon, seu contemporâneo, Alberto Magno estudou intensivamente a natureza, utilizando de modo intensivo o método experimental. Em termos do estudo da botânica, os seus trabalhos são comparáveis, em importância aos de Teofrasto. O surgimento de jardins botânicos e disciplinas universitárias dedicadas ao seu ensino foi uma consequência natural deste movimento.

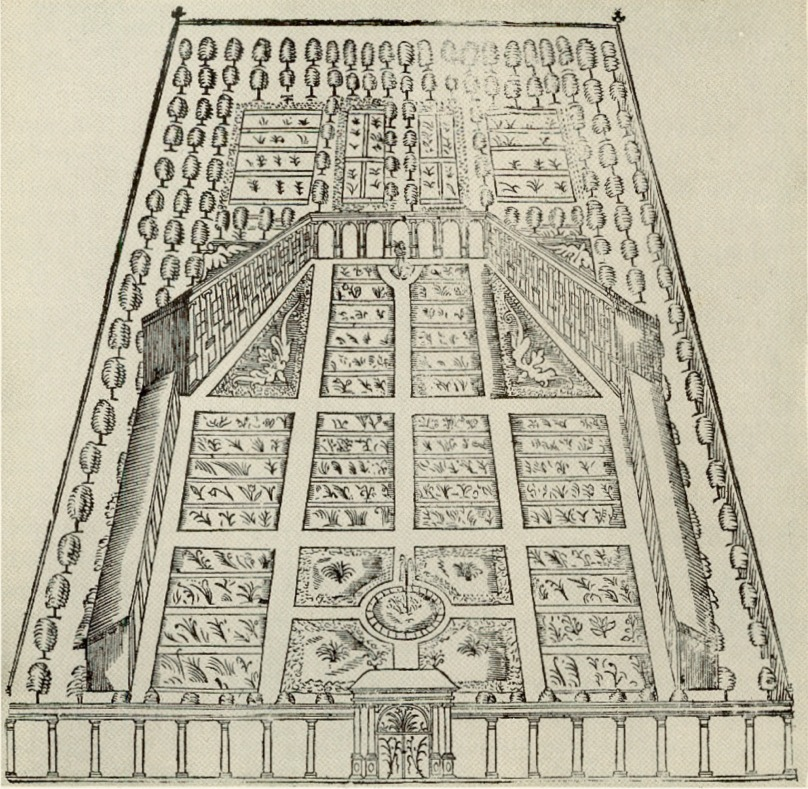
Plano primitivo do Jardim de Lineu. Uppsala, 1675

Em 1533, na cidade de Pádua, surge o primeiro professor de botânica e a primeira disciplina de botânica — Lectura Simplicium. Segue-se um florescimento de jardins botânicos. Os mais famosos foram os de Pisa, Pádua, Bolonha, Leida, Leipzig, Basileia, Montpellier e Paris. Como mencionado anteriormente, estes jardins botânicos, denominados hortus medicus, hortus academicus ou jardins de plantas medicinais, surgiram com o objectivo de auxiliarem o ensino da matéria médica e de fornecerem as boticas. Com a expansão geográfica europeia eles foram utilizados para o estudo botânico das novas espécies vegetais exóticas. A sua importância foi notória por permitirem o estudo e fornecimento das farmácias em espécies locais devidamente controladas, e posteriormente o estudo e aclimatação de espécies exóticas provenientes do novo mundo. No entanto, por razões sazonais ou geográficas, era impossível ter as plantas vivas para serem estudadas. Para fazer face a este problema, tornou-se corrente o recurso à herborização, uma técnica conhecida desde o século XIV, mas difundida a partir do Orto dei Simplici de Pisa desde a década de 1530, como o nome de hortus siccus.
A evolução dos jardins botânicos e a dos herbários foi simultânea e inseparável. A necessidade de estudar a flora natural acompanhou a evolução das técnicas de herborização e a colecção das espécies em herbário, numa primeira fase sob a forma de livro com indicações terapêuticas e numa fase mais recente sob a forma organizada de espécies de plantas devidamente descritas e conservadas, que por sua vez levou a uma constante preocupação em obter espécies de plantas vivas que pudessem ser observadas durante todo o ano e por isso mantidas e cultivadas em jardim.

## Cronologia

### Século XVI
- 1544 — Luca Ghini funda o Jardim botânico de Pisa.
- 1545 — Fundados o Jardim Botânico de Pádua e o Jardim dos simples de Florença.
- 1568 — Ulisse Aldrovandi cria um jardim botânico em Bolonha.
- 1590 — A Universidade de Leiden é autorizada pelo burgomestre da cidade a estabelecer um hortus academicus, para cuja direcção é nomeado Carolus Clusius (1526-1609).
- 1593 — Henrique IV de França confia a Pierre Richer de Belleval, professor de botânica e anatomia em Montpellier, a criação de um Jardin Royal, inspirado no de Pádua.

- Henricus Smetius, professor de medicina, cria o hortus medicus da Universidade de Heidelberg.

### Século XVII
- 1600 — Fundado o Hortus Medicus de Copenhaga.
- 1621 — Fundado o Jardim botânico de Oxford.
- 1635 — Publicado o édito que cria o Jardin des plantes de Paris, com o nome de Jardin royal des plantes médicinales.

- 1655 — Olaus Rudbeck, professor de medicina na Universidade de Uppsala, inicia a plantação do que se tornará o Jardim de Lineu de Uppsala.
- 1673 — É estabelecido o Chelsea Physic Garden como Apothecaries’ Garden em Chelsea, Londres.

### Século XVIII
- 1736 — O Jardim Botânico de Göttingen é fundado por Albrecht von Haller (1708-1777).
- 1768 — Começou a ser construído o Jardim Botânico da Ajuda.
- 1772 — Criado o Jardim botânico de Coimbra, no âmbito da reforma da Universidade.
- 1779 — A Accademia dei Regi Studi de Palermo institui uma catedra de "Botânica e Matéria médica", à qual atribui um terreno para plantar um jardim botânico.

### Século XIX
- 1808 — Por decreto do príncipe-regente Dom João (futuro rei D. João VI) foi criado o Jardim Botânico do Rio de Janeiro, na época denominado Horto Real.
- 1840 — Os Jardins de Kew, em Londres, são adoptados como jardim botânico nacional, sob a direcção de William Hooker.

## Jardins botânicos históricos
Jardins botânicos fundados até 1900:
Alemanha
- Jardim Botânico de Göttingen
- Jardim botânico de Heidelberg

Brasil
- Jardim Botânico do Rio de Janeiro

Dinamarca
- Jardim Botânico de Copenhaga

França
- Jardin des plantes de Montpellier

- Jardin des plantes de Paris

Grã-Bretanha
- Reais Jardins Botânicos de Kew
- Chelsea Physic Garden, Londres
- Jardim Botânico de Oxford

Holanda

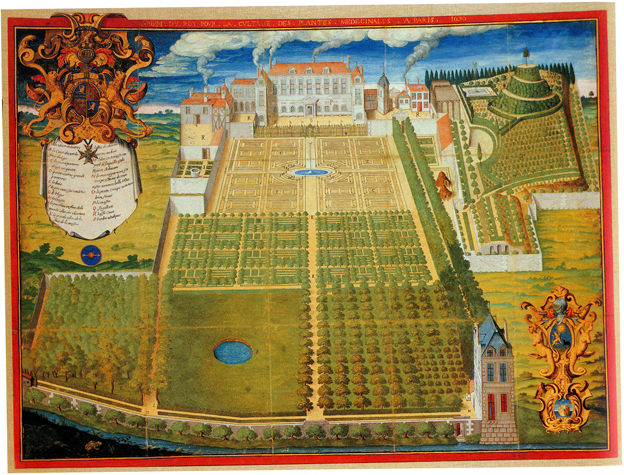
Jardin du roi, gravura de Frédéric Scalberge (1636)

- Jardim botânico de Leiden ou Hortus Botanicus Leiden

Itália
- Jardim dos simples de Florença
- Jardim Botânico de Pádua
- Jardim botânico de Palermo
- Jardim botânico de Pisa

Portugal

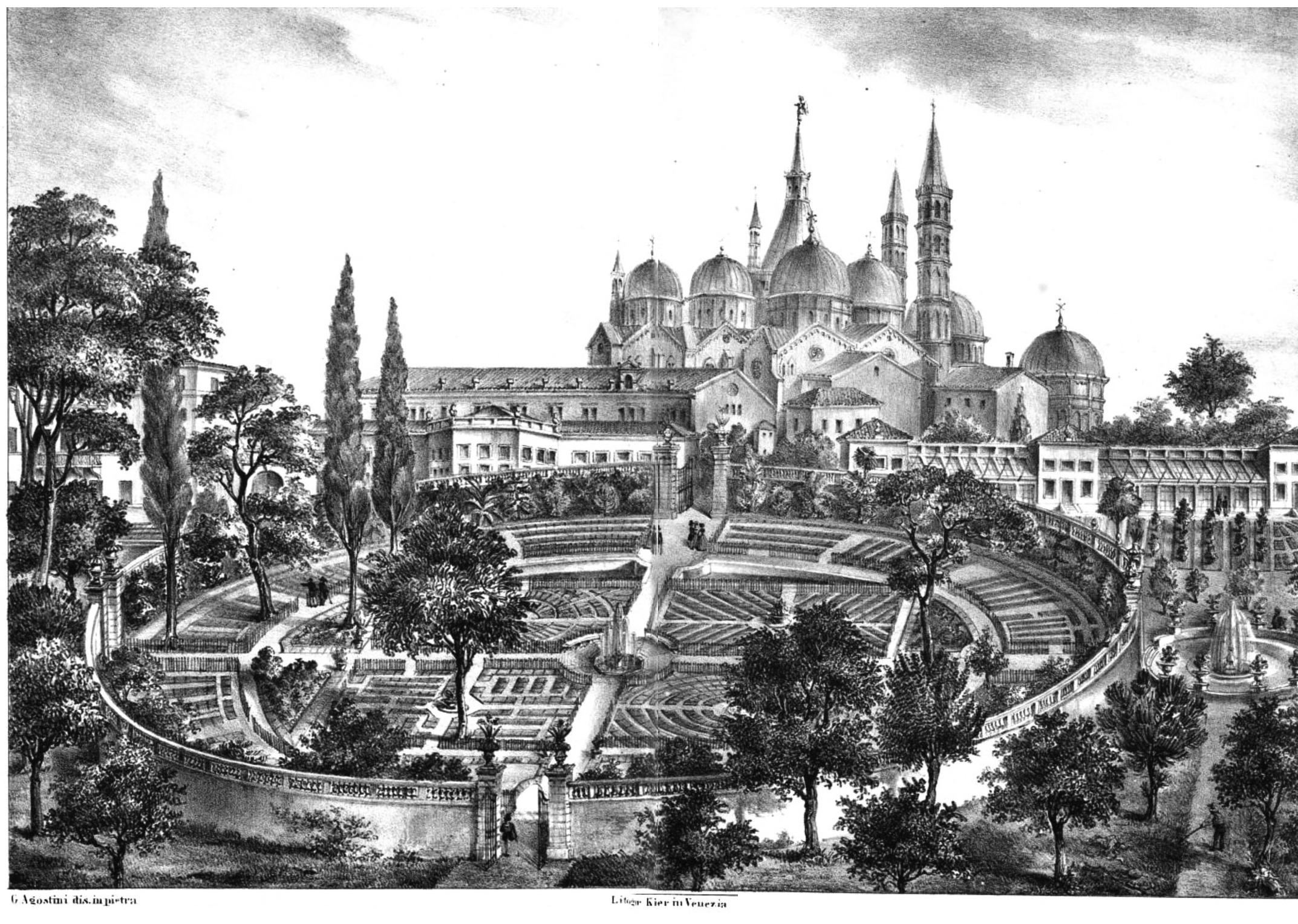
O Jardim Botânico de Pádua (ou Orto dei Semplici); ao fundo, a Basílica de Santo António

- Jardim Botânico da Universidade de Coimbra
- Jardim Botânico do Porto

- Jardim Botânico de Lisboa

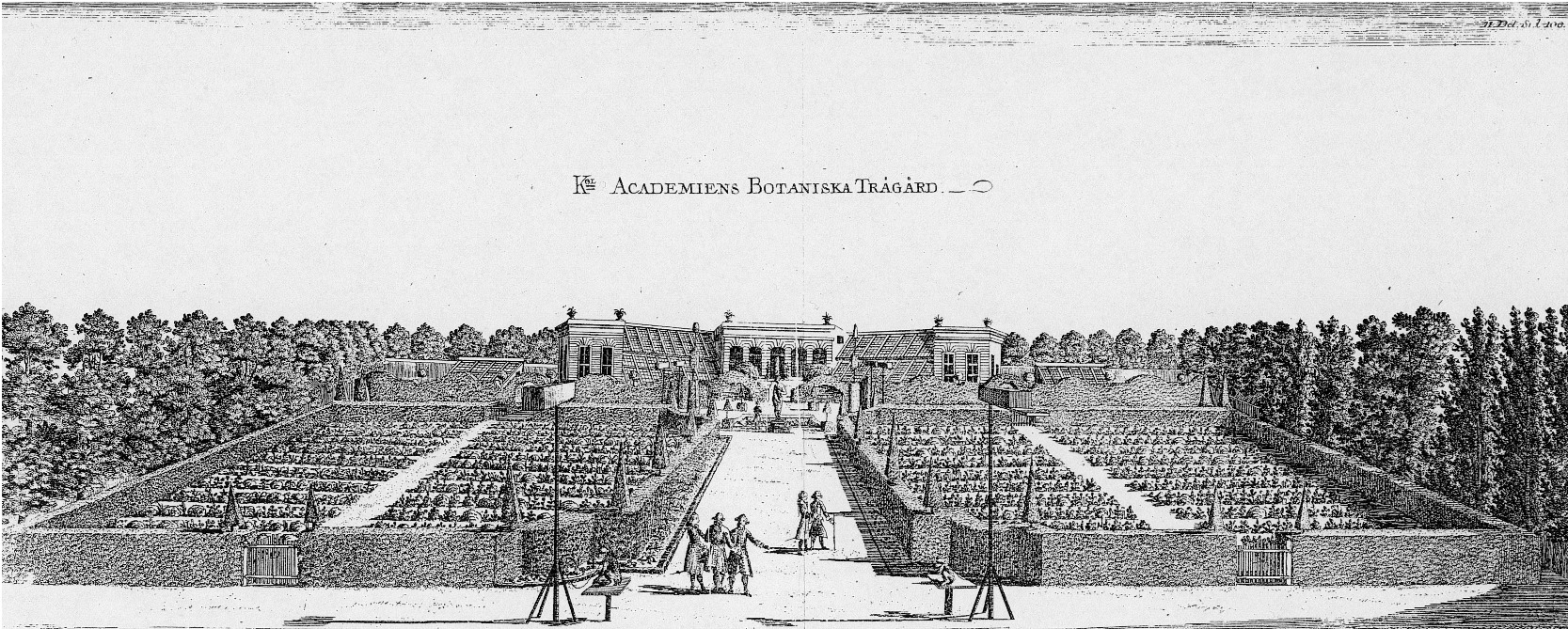
O jardim botânico de Lineu

- Jardim Botânico da Ajuda, em Lisboa

Suécia
- Jardim botânico de Lineu em Uppsala ou Linnéträdgården.

## No Brasil
Segundo Renato Ferraz de Arruda Veiga (2003), até o início do século 20 os JB brasileiro seguiram de certa forma a estrutura dos holandeses e portugueses. No final do século 19 no Brasil  os JB foram influenciados pelo paisagista francês Auguste Marie François Glaziou, que introduziu o estilo romântico e o pitoresco em vários jardins/parques públicos na cidade brasileira do Rio de Janeiro. Na década de 1930, atuou o paisagista Atílio Correa Lima com o movimento renovador. Seguido pelo saudoso Roberto Burle Marx, com jardins que imitam a natureza. 

## Zoobotânico
De forma geral o jardim/parque zoobotânico é o local que realiza a pesquisa zoobotânica; ou seja, onde se estuda a relação entre animais e plantas em um determinado ambiente (relação fauna-flora). É também o local de conservação da biodiversidade, desenvolvimento regional sustentável e, expanção da comercialização de produtos da floresta.